# Pößnitzbach (Saggau)
Der Pößnitzbach ist ein Bach in der Steiermark, der im Südosten von Leutschach in der Katastralgemeinde (KG) Großwalz, nahe der Grenze zur KG Schloßberg und dem Südteil der KG Pößnitz entspringt. Von dort fließt er Richtung Norden, dann nach Westen und mündet beim Ortsteil Saggau in den Fluss Saggau, der wiederum in die Sulm mündet.
Der Bach wird in alten Unterlagen auch „Obere Pesnitz“ genannt (mit langem s „Peſnitz“ geschrieben).

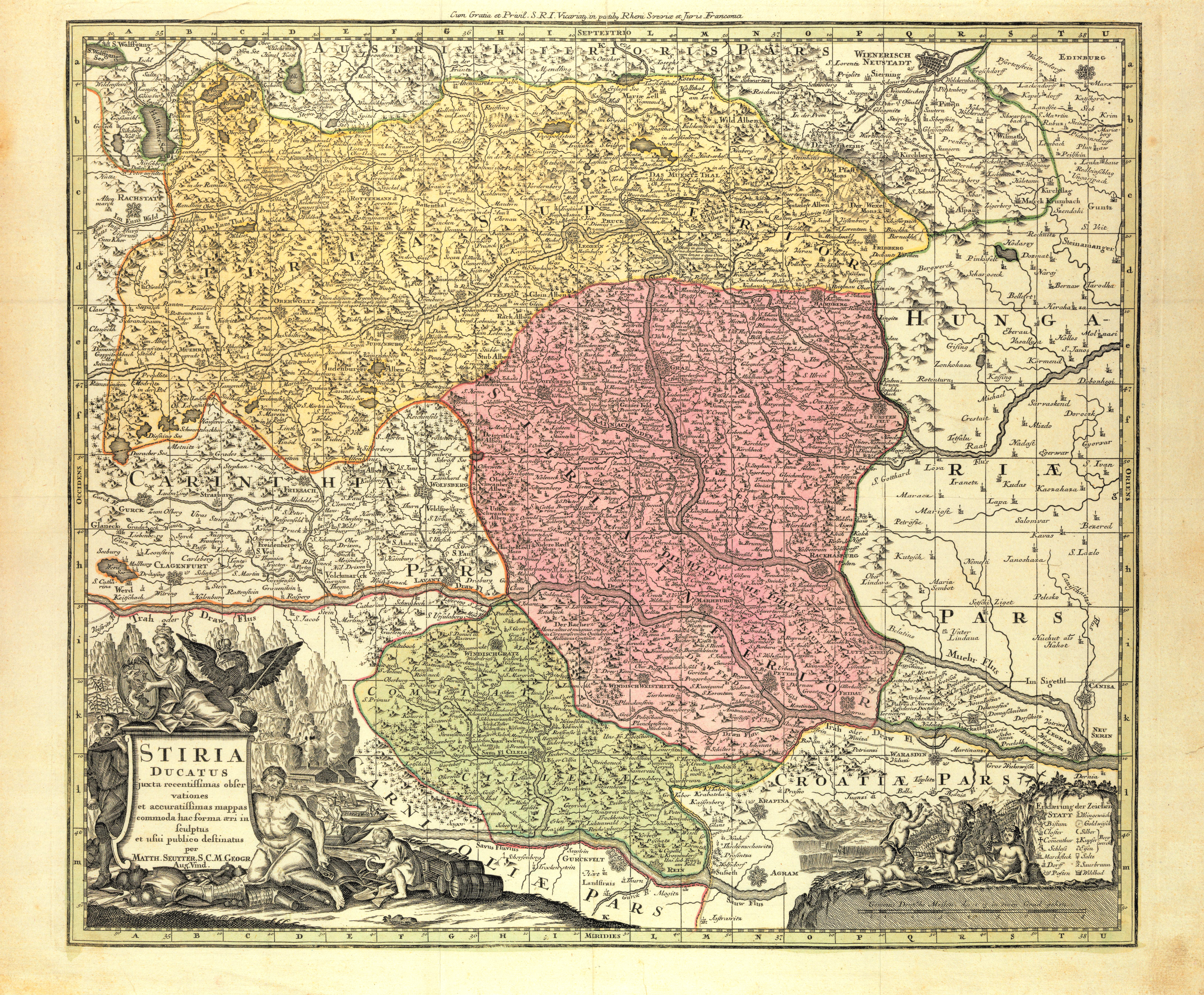
Die „Obere Peſnitz“ im 18. Jahrhundert (unterhalb der Mitte).

Das Quellgebiet dieses Baches grenzt an jenes des gleichnamigen Pößnitzbaches (auch Pössnitz/Pesnice oder„Untere Pesnitz“), eines Zuflusses der Drau in Slowenien. Zwischen den beiden Bachläufen liegt ein niederer Pass (Talübergang), der von der Landesstraße L 614, der Langeggstraße, überquert wird. Dass zwei Bäche auf beiden Seiten eines Talüberganges den gleichen Namen tragen, ist im Alpenraum bei alten Namen an Verkehrswegen üblich, vergleiche Tauernbach. Der Talzug der beiden Pößnitzbäche markiert die Grenze des Poßruck (Kozjak) zu den nordöstlich vorgelagerten Windischen Büheln (Slovenske Gorice).
Die Pößnitz gehört zum Europaschutzgebiet Nr. 16.